# Abdelmalek Ziaya
Abdelmalek Ziaya (ur. 23 stycznia 1984 w Kalimie) – algierski piłkarz grający na pozycji napastnika.

## Kariera klubowa
Karierę piłkarską Ziaya rozpoczął w klubie ES Guelma. Od 2002 roku był podstawowym zawodnikiem zespołu i jego najlepszym strzelcem w kolejnych sezonach trzeciej ligi. W 2005 roku przeszedł do zespołu ES Sétif i w jego barwach zadebiutował w pierwszej lidze algierskiej. W 2007 roku osiągnął swoje pierwsze sukcesy w karierze, gdy wywalczył mistrzostwo Algierii oraz zwyciężył z Sétif w Arabskiej Lidze Mistrzów. W 2008 roku ponownie wygrał z Sétif te rozgrywki, a w 2009 roku po raz drugi został mistrzem kraju. W tym samym roku dotarł z Sétif do finału Pucharu Konfederacji, w którym Algierczycy przegrali po serii rzutów karnych ze Stade Malien Bamako. W 13 meczach tego pucharu strzelił 15 goli i był najlepszym strzelcem rozgrywek.
Na początku 2010 roku Ziaya odszedł do saudyjskiego Ittihad FC. Następnie grał w CA Bizertin, USM Algier, ES Sétif, JS Kabylie i ASM Oran. W 2017 przeszedł do MC El Eulma.
| Sezon   | Klub        | Kraj             | Rozgrywki              | Mecze | Bramki |
| ------- | ----------- | ---------------- | ---------------------- | ----- | ------ |
| 2002/03 | ES Guelma   | Algieria         | III. liga              | ?     | 20     |
| 2003/04 | ES Guelma   | Algieria         | III. liga              | ?     | 21     |
| 2004/05 | ES Guelma   | Algieria         | III. liga              | ?     | ?      |
| 2005/06 | ES Sétif    | Algieria         | Championnat National   | 18    | 0      |
| 2006/07 | ES Sétif    | Algieria         | Championnat National   | 23    | 6      |
| 2007/08 | ES Sétif    | Algieria         | Championnat National   | 23    | 5      |
| 2008/09 | ES Sétif    | Algieria         | Championnat National   | 19    | 9      |
| 2009/10 | ES Sétif    | Algieria         | Championnat National   | 13    | 8      |
| 2009/10 | Ittihad FC  | Arabia Saudyjska | I. liga                | 2     | 1      |
| 2010/11 | Ittihad FC  | Arabia Saudyjska | I. liga                | 23    | 9      |
| 2011/12 | Ittihad FC  | Arabia Saudyjska | I. liga                | 4     | 2      |
| 2011/12 | CA Bizertin | Tunezja          | CLP 1                  | 4     | 4      |
| 2012/13 | CA Bizertin | Tunezja          | CLP 1                  | 7     | 0      |
| 2012/13 | USM Algier  | Algieria         | Championnat National   | 9     | 1      |
| 2013/14 | ES Sétif    | Algieria         | Championnat National   | 16    | 5      |
| 2014/15 | ES Sétif    | Algieria         | Championnat National   | 17    | 6      |
| 2015/16 | ES Sétif    | Algieria         | Championnat National   | 12    | 3      |
| 2016/17 | JS Kabylie  | Algieria         | Championnat National   | 12    | 0      |
| 2016/17 | ASM Oran    | Algieria         | Championnat National 2 | 10    | 4      |
| 2017/18 | MC El Eulma | Algieria         | Championnat National 2 | 11    | 4      |

## Kariera reprezentacyjna
W 2010 roku Ziaya został powołany do reprezentacji Algierii na Puchar Narodów Afryki 2010, nie mając na koncie debiutu w niej. Zadebiutował w niej 11 stycznia 2010 w meczu tego turnieju z Malawi (0:3). W PNA 2010 zajął z Algierią 4. miejsce.